# Les Gargouilles
Pour les articles homonymes, voir Gargouille (homonymie).
Les Gargouilles est un groupe de rock et folk celtique français, originaire de Nantes, en Loire-Atlantique. Son répertoire est issu du traditionnel gallo. Il a à son actif plus de 500 concerts dont les premières parties d'Alan Stivell, Tri Yann, Louise Attaque, Matmatah, Gabriel Yacoub, Soldat Louis et divers festivals (Interceltique de Lorient, Jeudis du port à Brest, Cornouaille à Quimper, Nuit Celtique au Stade de France, etc.) et des tournées à l'étranger (Suisse, Belgique, Allemagne, Lituanie).

## Biographie
En 1995, après huit années de tournées dans le monde (Europe, États-Unis, Australie) et cinq albums, deux musiciens des Happy Drivers, Thierry Pétel et Jean-Christophe Jéhanne se réunissent avec Christian Gattepaille, qui fait l'éclairage du groupe sur scène pour former Les Gargouilles. Dans ce nouveau groupe, changement d'instruments : Thierry Pétel alors batteur devient bassiste sur des instruments qu'il invente - la buchetière (contrebasse électrique), la sauterelle (corde de basse jouée à la baguette).... Jean-Christophe Jéhanne, guitariste passe au luth et au mandoloncelle, et chante avec Christian Gattepaille qui continue à éclairer le groupe depuis son pied de microphone. Une musique « punkomédiévale » y est jouée à tendance festive. À cette époque, dans le cadre d'une résidence du groupe à Nantes, ils rencontrent Gabriel Yacoub avec qui ils continuent de collaborer.
Après 300 concerts à travers l'Europe et deux cassettes autoproduites, Jean-Christophe Jéhanne quitte le groupe en 1999. Deux nouveaux musiciens arrivent ; Rémi Le Ray à la guitare et Claude Enjalbert aux instruments à vent. De cette collaboration naîtra un premier album, Sur le bord du côté, et trois années de tournées.
Début 2002, c'est le départ de Claude Enjalbert et l'arrivée de Georges Patout aux saxophones, aux flûtes et aux claviers. En hiver 2003, le groupe enregistre un second CD au studio Molène à Rennes, La Vilaine. De nombreux intervenants y participent, parmi lesquels Gabriel Yacoub (arrangements vocaux), ainsi que le quatuor Arz Nevez sous la direction d'Yves Ribis (compagnon de route d'Alan Stivell entre autres), La Bergère... L'album sort en avril 2003 et est distribué par Coop-Breizh. Le 20 mars 2004, le groupe sort Lauréat du tremplin Nuit Celtique et se produit au Stade de France. En parallèle sort la compilation Haïti Chérie, avec un titre des Gargouilles sur le commerce du bois d'ébène Le Bois d'ébène. Baptiste Brondy rejoint le groupe à la « batterie », en fait il s'agit d'un instrument nommé « bilic » (en breton signifie « instrument pour bassiner un lit ») conçu par Thierry Pétel. Le groupe crée une formule de spectacle « clé en mains » baptisé Gargouilles mobile.
En 2006, c'est le départ de Thierry Petel et l'arrivée d'Étienne Maquaire aux basses. Le groupe ne donne plus de signe d'activité depuis cette date.

## Membres

### Derniers membres
Cinq musiciens composent ce groupe actuellement :
- Rémi « Bricol'tout » Le Ray —  guitare, auteur de quelques textes sur la dernière production de l'équipe, il rejoint les Gargouilles en 1999. Arrivé de la scène Fest-noz (Dr Noz), et du jazz, il développe avec le groupe la notion de ragasse qui « permet » à la transe d'opérer
- Georges « Georgio » Patout — saxophones, flûtes, claviers (de formation classique, il délaisse l'alto de chambre pour s'orienter vers le rock, le ska, le reggae, puis la chanson française un brin festive au sein de divers collectifs)
- Christian « Tuttle » Gattepaille —  lumières et au chant ; il s'occupe des projecteurs qu'il commande depuis son pied de microphone et de « chansons à ripounaille » (chants à répéter de sa Haute-Bretagne natale).
- Baptiste « le Bidouric » Brondy — « bilic » (batterie atypique bardée de capteurs). Il est âgé de seulement 17 ans (en 2003) quand il rejoint la formation. Il fait sa première date avec les Gargouilles au Stade de France à l'occasion de la 3e Nuit Celtique. Il est également le batteur de The Silencers depuis juillet 2006.
- Étienne Maquaire — basse

### Anciens membres
- Thierry « Mr Petel » Pétel — batteur de rockabilly à ses débuts avec les Happy Drivers, il conçoit la « sauterelle » (contrebasse électrique à une corde frappée à la baguette) et la « bûchetière » (prototype de contrebasse électrique). Il invente également le « bilic » (batterie atypique bardée de capteurs).
- Jean-Christophe Jéhanne — chant, luth, mandoloncelle (ancien guitariste des Happy Drivers)
- Claude Enjalbert — instruments à vent

## Discographie
- 2000 : Sur le bord du côté (EP 7 titres, auprod et CD 12 titres, Coop Breizh) (auto-production)
- 2003 : Vilaine (Molène Musiques) (auto-production)